# Fortuné Delaitre
Pour les articles homonymes, voir Delaitre.
Fortuné Delaitre, né le 18 mars 1756 à Saint-Marcel (Haute-Saône), mort le 20 octobre 1815 à Jussey (Haute-Saône), est un militaire français de la Révolution et de l’Empire.

## États de service
Il entre en service le 11 mars 1777, comme canonnier dans le régiment d’artillerie de Grenoble, et il fait les campagnes de 1780 à 1782, sur les côtes de Calais sous les ordres du prince de Croÿ. Il devient sergent le 21 décembre 1782, et il est choisi pour exercer les fonctions d’économe de l’hôpital militaire de Valence. 
Il est nommé lieutenant en second le 6 février 1792, et lieutenant en premier le 18 mai suivant. Affecté à l’armée du Midi, il reçoit son brevet de capitaine le 15 avril 1793. De l793 à l’an III, il prend une part active aux guerres menées à l’armée des Alpes et en Corse. Il assiste au siège de Bastia du 4 avril au 19 mai 1794, puis il fait les guerres en Italie en l’an IV et en l’an V. Il se fait remarquer du 15 au 17 novembre 1796, à la bataille du pont d'Arcole, où il défend le pont avec une grande valeur, ce qui lui vaut d’être nommé chef de bataillon sur le champ de bataille, par le général Bonaparte. Il est confirmé dans son grade le 30 novembre suivant.
Muté au 2e régiment d’artillerie à pied, il participe aux campagnes des ans VI à VIII, aux armées d’Angleterre, et d’Italie. Le 15 juin 1801, il est envoyé comme sous-directeur d’artillerie à Huningue, et le 18 avril 1803, il est promu colonel directeur d’artillerie à Cherbourg. Il est fait chevalier de la Légion d’honneur le 11 décembre 1803, et officier de l’ordre le 14 juin 1804.
En 1807, il est désigné pour aller prendre le commandement de l’artillerie de la place de Palma-Nova en Italie, et en 1808, il retourne à Cherbourg. Il est créé chevalier de l’Empire le 14 juin 1810, et il est admis à la retraite le 25 juin 1811.
Il meurt le 20 octobre 1815, à Jussey.

## Sources
- A. Lievyns, Jean Maurice Verdot, Pierre Bégat, Fastes de la Légion-d'honneur, biographie de tous les décorés accompagnée de l'histoire législative et réglementaire de l'ordre, Tome 3, Bureau de l’administration, 1844, 529 p. (lire en ligne), p. 105.
- « Cote LH/698/44 », base Léonore, ministère français de la Culture
- « La noblesse d’Empire » (consulté le 15 mars 2016)
- Léon Hennet, Etat militaire de France pour l’année 1793, Siège de la société, Paris, 1903, p. 127.
- Carnet de la sabretache: revue militaire rétrospective, Berger-Levrault et cie, Paris, 1895, p. 537.